# Guerra italo-grega
La Guerra italo-grega (grec. Ελληνοϊταλικός Πόλεμος ; italià. Guerra di Grecia - Guerra grega) fou un conflicte lliurat entre el Regne d'Itàlia i Grècia entre 1940 i 1941 en el marc de la campanya dels Balcans de la Segona Guerra Mundial, que va durar el 28 d'octubre de 1940 al 23 d'abril de 1941. Es creu que la segona guerra mundial als Balcans va començar amb aquest conflicte. A partir de 1941, amb la derrota italiana, el conflicte entrà en la fase coneguda com la batalla de Grècia amb la intervenció de l'Alemanya Nazi i la conquesta del país.

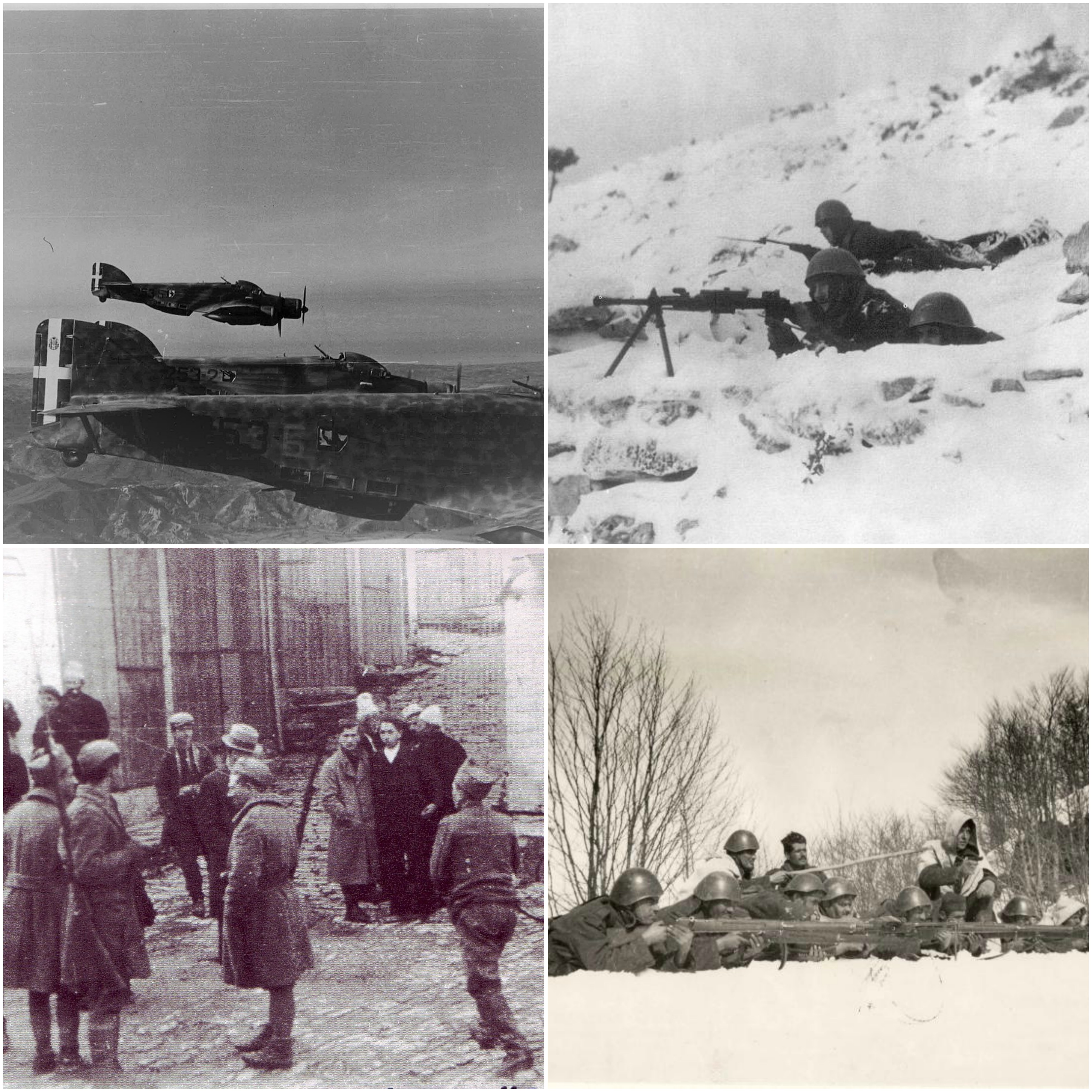

## Antecedents
Les relacions entre els dos països en el període d'entreguerres no havien estat bones. El 1923 les dues nacions s'havien enfrontat en l'incident de Corfú, de què Mussolini va sortir humiliat. La dependència de Grècia de la Mediterrània i de la principal potència d'aquest, el Regne Unit, forçava a el país a seguir una política favorable a aquest, de vegades en contra d'Itàlia. Les finances gregues també es trobaven en gran part en mans britàniques.
El 1940, no hi havia forces terrestres ni aliades a Europa tret de Grècia. Els EUA van mantenir una posició neutral. El novembre de 1940, Roosevelt va guanyar les eleccions en gran manera per la seva promesa als nord-americans de no interferir en la guerra europea. Però a Gran Bretanya encara hi havia aliats a l'estranger: antics dominis: Canadà, Austràlia, la Unió Sud-africana, Nova Zelanda. Així com colònies i territoris dependents. Gran Bretanya ha decidit acumular força i alhora fer malbé Alemanya (i els seus satèl·lits) avançant en diferents regions.
A més de lluitar a l'Àfrica, la Gran Bretanya ha decidit des de fa temps portar les forces britàniques a Grècia. En aquest cas, l'aviació britànica podria amenaçar la indústria petroliera de Romania, una de les principals fonts de combustible d'Alemanya.
Amb aquesta decisió, la guerra de Grècia es definia amb antelació. Al 1940. Gran Bretanya volia representar una amenaça per a les fonts de petroli per a Alemanya, Hitler volia escapar d'aquesta amenaça. Al març de 1941, Alemanya es preparava per a la captura de Grècia, la Gran Bretanya es preparava per bombardejar els camps petroliers de Romania .

## Esdeveniments
A l'octubre, Mussolini va exigir al primer ministre grec Ioannis Metaxas que s'unís a la guerra del costat d'Itàlia i del Tercer Reich. A cada sol·licitud Mussolini Metaxas responia "oh" - no. El Dia de Resposta Metaxas és un dia festiu a Grècia: el Dia del No.
El 28 d'octubre de 1940, Itàlia va envair Grècia des del territori dels seus aliats d'Albània. Grècia va demanar ajuda a la Gran Bretanya. El 31 d'octubre de 1940, les unitats d'aviació britàniques van començar a desplegar-se a les illes gregues de Creta i Lemnos. Després de l'atac de Mussolini, l'artilleria dels camps petroliers romanesos van començar a bombardejar tropes italianes i albaneses, a petició de Grècia.
Els propis grecs van derrotar les tropes italianes i fins i tot van ocupar parcialment Albània.